# Guraleus nanus
Guraleus nanus é uma espécie de gastrópode do gênero Guraleus, pertencente a família Mangeliidae.